# International Chess Magazine
L'International Chess Magazine è stata una rivista mensile di scacchi fondata nel 1885 a New York da Wilhelm Steinitz, che ne fu anche direttore e principale redattore.
Il primo numero uscì in gennaio 1885 e la rivista fu pubblicata regolarmente per sette anni, fino a dicembre 1891. Ogni fascicolo era composto da 32 pagine. Il motto della rivista, Fiat Justitia, era sempre riportato sotto al titolo.
Ogni numero si apriva con un articolo di fondo firmato da Steinitz, riguardante aspetti storici e/o di attualità degli scacchi. Seguivano notizie dagli Stati Uniti e dall'estero, una serie di partite commentate, una sezione dedicata ai finali e una dedicata ai problemi.
Tutte le sette annate della rivista sono state ristampate in copia anastatica a partire dal 1997 dalla casa editrice "Moravian Chess" di Olomouc, nella Repubblica Ceca.